# Vinterunderhåll

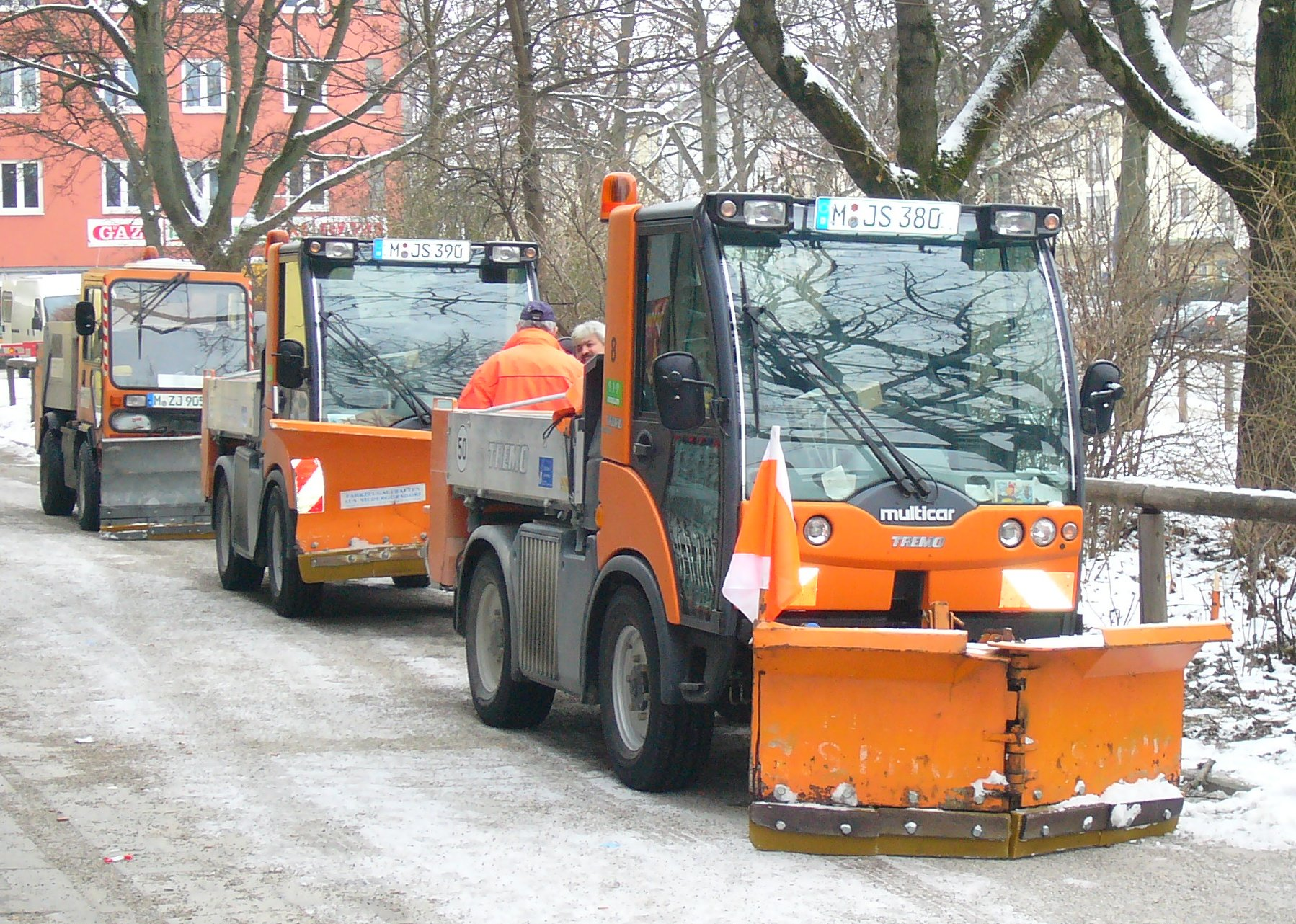
Snöröjningsfordon i Tyskland.

Vinterunderhåll är vägunderhåll och underhåll av utomhusytor för att hindra problem med snö, is och frost.
Vinterunderhåll brukar bestå av snöröjning, sandning och saltning. Vinterunderhållet brukar också fordra sopning efter snösmältningen.

## Vinterunderhåll i Sverige
Ansvaret för snöröjningen och rensning av istappar på taket ligger i Sverige hos fastighetsägaren, enligt dom i högsta domstolen efter att en person avlidit till följd av skador från fallande istapp.